# Lehrgeschwader 2
Das Lehrgeschwader 2 war ein Verband der Luftwaffe im Zweiten Weltkrieg. Als Lehrgeschwader, ausgestattet mit Jägern vom Typ Messerschmitt Bf 109, Schlachtflugzeugen vom Typ Henschel Hs 123 und Aufklärungsflugzeugen verschiedener Art führte es Luftangriffe mit Bomben und Bordwaffen auf zugewiesene Ziele durch und klärte Bereiche weit hinter den feindlichen Linien auf. Das Geschwader beteiligte sich am Überfall auf Polen, dem Westfeldzug, der Luftschlacht um England, dem Balkanfeldzug, der Luftlandeschlacht um Kreta und dem Deutsch-Sowjetischen Krieg. Nachdem der Geschwaderstab am 18. November 1939, nach der Umbenennung in den Geschwaderstab des Sturzkampfgeschwaders 1, aufgehört hatte zu bestehen, blieben die einzelnen Verbände teilweise bis 1943 unter ihrer ursprünglichen Bezeichnung bestehen. 

## Aufstellung
Das Lehrgeschwader 2 entstand im Rahmen der am 1. Juli 1938 gebildeten Luftwaffen-Lehrdivision am 1. November 1938 in Garz (Lage). Aufgrund seiner Aufgabe als Lehrgeschwader hatten die Geschwadergruppen unterschiedliche Schwerpunkte, die sich in der Ausstattung niederschlugen. Die I. Gruppe entstand am 1. November 1938 in Garz aus der I./ Lehrgeschwader Greifswald. Sie war als Jagdgruppe konzipiert und mit der Messerschmitt Bf 109 ausgestattet. Die II. (Schlacht-) Gruppe war die am 1. November 1938 umbenannte Schlachtfliegergruppe 10. Sie war in Tutow (Lage) beheimatet und flog die Henschel Hs 123. In Jüterbog (Lage) lag die III. (Aufklärungs-) Gruppe, die vorher als Lehrverband/Aufklärungsgruppe bezeichnet wurde. Ihre Staffeln hatten unterschiedliche Schwerpunkte. Die 7. und 8. waren Fernaufklärungsstaffeln während die 9. der Nahaufklärung diente. Hinzu kamen noch die direkt dem Geschwader unterstellte 10. (Seeaufklärer-) Staffel mit der Dornier Do 18 in Travemünde (Lage) und die 11. (Nachtjagd-) Staffel mit der Arado Ar 68 in Greifswald (Lage). Die Geschwaderkennung war L2.
Zum 26. August 1939 war der Stab der III. (Aufklärungs-) Gruppe aufgelöst worden. Die einzelnen Staffeln wurden entweder umbenannt und anderen Verbänden zugeteilt, oder wurden selbstständig. So wurde aus der ehemaligen 7. Staffel die selbstständige 7.(F)/LG 2 die der 7. Armee als Aufklärungsstaffel zugeteilt war und erst im Januar 1943 aufgelöst wurde. Die ehemalige 8. Staffel wurde am 24. September 1939 umbenannt in 3./Aufklärungsgruppe Ob.d.L., während die ehemalige 9. Staffel als selbstständige 9.(H)/LG 2 dem XIX. Armeekorps (mot.) als Luftaufklärungskomponente diente. Erst im März 1942 wurde sie aufgelöst.
Am 18. November 1939 wurde der Geschwaderstab in den Geschwaderstab des Sturzkampfgeschwaders 1 umbenannt. Die noch bestehende I. und II. Gruppe des Lehrgeschwaders 2 waren damit selbstständige und voneinander unabhängige Gruppen.

## Gliederung
Der Geschwaderstab führte die I. bis III. Gruppe die wiederum in Staffeln unterteilt waren. Die 1. bis 3. Staffel gehörte der I. (Jagd-) Gruppe, die 4. bis 6. Staffel der II. (Schlacht-) Gruppe und die 7. bis 9. Staffel der III. (Aufklärer-) Gruppe an. Jede Staffel führte ein Staffelkapitän und war in vier Ketten mit je drei Flugzeugen unterteilt. Daraus ergab sich eine Sollstärke der Gruppe von 36 Flugzeugen in den drei Staffeln + ein Flugzeug für den Gruppenkommandeur. Dies ergab bei drei Bombergruppen eine Sollstärke von 111 Flugzeugen, + 4 Flugzeuge für den Geschwaderkommodore und seinen Stab. Hinzu kamen die 10. (Seeaufklärer-) Staffel und die 11. (Nachtjagd-) Staffel mit jeweils 12 Flugzeugen, die dem Geschwaderstab direkt unterstellt waren. Daraus ergibt sich eine Sollstärke von 139 Flugzeugen. Es wurde keine Ergänzungsgruppe gebildet.

## Geschichte
Am 1. September 1939, beim deutschen Überfall auf Polen, unterstand die I. (Jagd-) Gruppe der 1. Fliegerdivision der Luftflotte 1 im Nordabschnitt der Front. Sie war in Lottin stationiert. Der Geschwaderstab und die II. (Schlacht-) Gruppe waren dagegen dem Fliegerführer z. b. V. der Luftflotte 4 im Südabschnitt zugeteilt. Während eines Aufklärungsflugs am 9. September, über den Außenbezirken von Warschau, wurde der Gruppenkommandeur der II. Gruppe, Major Werner Spielvogel in einer Fieseler Fi 156 von der polnischen Luftabwehr abgeschossen. Sein weiteres Schicksal ist ungeklärt, er wurde am 13. September für tot erklärt.

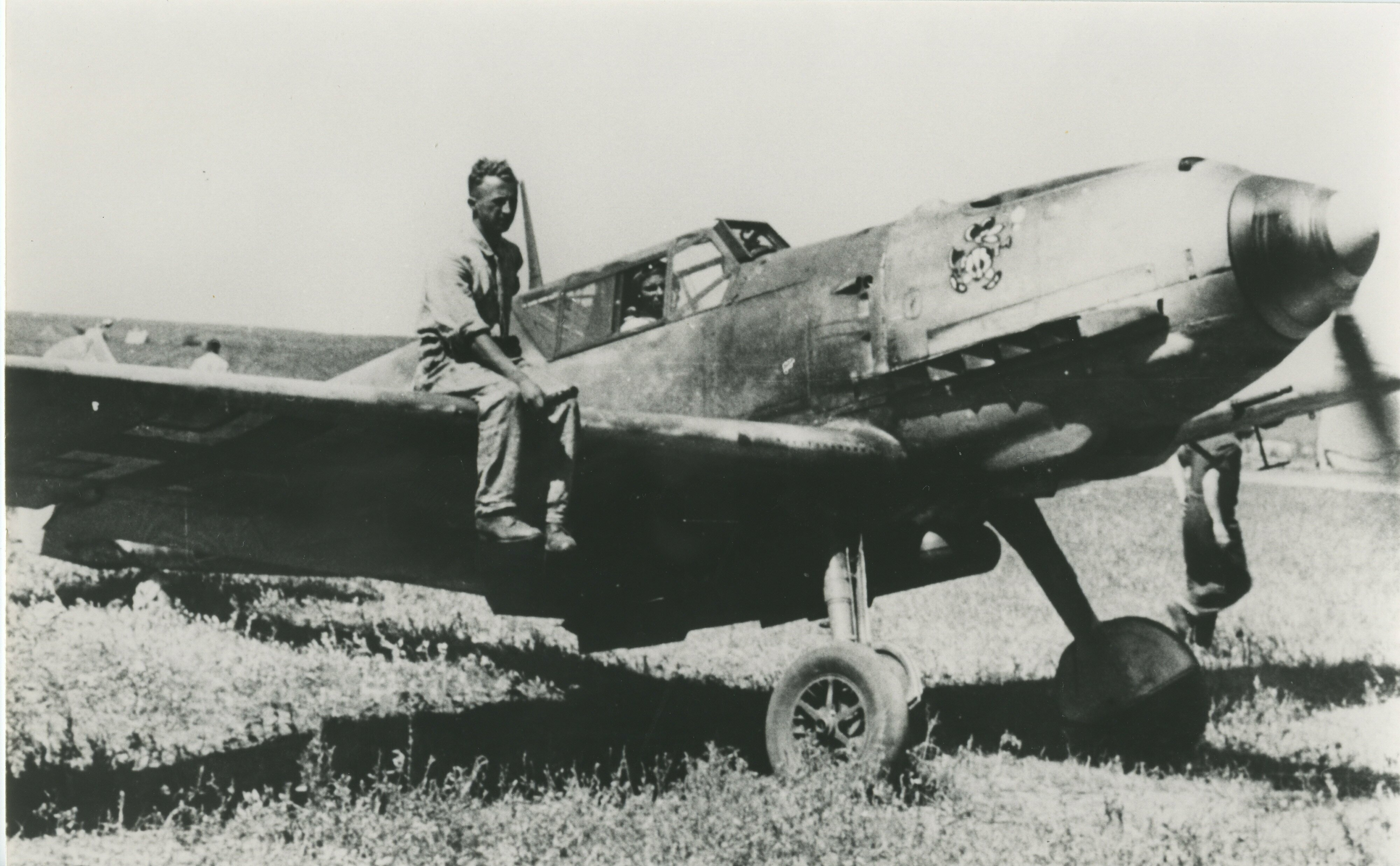
Messerschmitt Bf 109E der I. Gruppe des Lehrgeschwaders 2

Während des Westfeldzuges stand die I. (Jagd-) Gruppe unter dem Kommando des Jagdfliegerführers Deutsche Bucht der Luftflotte 2. Sie lag bis zum 12. Mai 1940 in Neumünster (Lage), später im Mai dann u. a. in Dieppe. Die II. (Schlacht-) Gruppe war dagegen dem VIII. Fliegerkorps der gleichen Luftflotte unterstellt.
In der anschließenden Luftschlacht um England blieb die II. (Schlacht-) Gruppe beim VIII. Fliegerkorps, jetzt unter der Luftflotte 3. Die I. (Jagd-) Gruppe nahm ab 22. August von Calais/Marck aus an den Kämpfen teil. Dabei fiel am 30. August ihr Gruppenkommandeur, Hauptmann Bernhard Mielke, als seine Messerschmitt Bf 109E-4 bei Hastings abgeschossen wurde.
Vom bulgarischen Plovdiv und Radomir aus, nahmen die I. (Jagd-) und die II. (Schlacht-) Gruppe am Balkanfeldzug teil. Dazu waren sie dem VIII. Fliegerkorps der Luftflotte 4 unterstellt.
Auch bei der anschließenden Luftlandeschlacht um Kreta, blieben sie im gleichen Unterstellungsverhältnis.
Am Angriff auf die Sowjetunion, ab 22. Juni 1941, nahmen die I. und II. Gruppe unter verschiedenen Kommandos teil. Die I. war dem IV. Fliegerkorps der Luftflotte 4 im Südabschnitt unterstellt, während die II. Gruppe zum VIII. Fliegerkorps der Luftflotte 2 im Mittelabschnitt gehörte.,  Ausgangsbasen waren am 22. Juni Roman und Praschnitz. Bei der am 2. Oktober beginnenden Schlacht um Moskau war die II. Gruppe dem VIII. Fliegerkorps der Luftflotte 2 unterstellt.
Die I. (Jagd-) Gruppe blieb im Süden der Ostfront aktiv und wurde am 6. Januar 1942 als I. Gruppe in das Jagdgeschwader 77 übernommen. Aus der II. (Schlacht-) Gruppe entstand am 13. Januar 1942 durch Umbenennung die I. Gruppe/Schlachtgeschwader 1.

## Kommandeure

### Geschwaderkommodore
| Dienstgrad     | Name           | Zeit                                   |
| -------------- | -------------- | -------------------------------------- |
| Oberstleutnant | Eberhard Baier | 1. November 1938 bis 18. November 1939 |

### Gruppenkommandeure

#### I. Gruppe
| Dienstgrad | Name             | Zeit                                  |
| ---------- | ---------------- | ------------------------------------- |
| Major      | Hans Trübenbach  | 1. November 1938 bis 18. August 1940  |
| Hauptmann  | Bernhard Mielke  | 18. August 1940 bis 30. August 1940 † |
| Hauptmann  | Herbert Ihlefeld | 17. September 1940 bis 6. Januar 1942 |

#### II. Gruppe
| Dienstgrad | Name               | Zeit                                     |
| ---------- | ------------------ | ---------------------------------------- |
| Major      | Georg Spielvogel   | 1. November 1938 bis 9. September 1939 † |
| Major      | Wolfgang Neudörfer | 14. September 1939 bis 1. Dezember 1939  |
| Hauptmann  | Otto Weiß          | 1. Dezember 1939 bis 15. Oktober 1940    |
| Hauptmann  | Egon Thiem         | 15. Oktober 1940 bis 26. Mai 1941        |
| Major      | Otto Weiß          | 26. Mai 1941 bis 13. Januar 1942         |

#### III. Gruppe
| Dienstgrad     | Name            | Zeit                               |
| -------------- | --------------- | ---------------------------------- |
| Major          | Kurt Kleinrath  | 1. November 1938 bis 14. März 1939 |
| Oberstleutnant | ? Radeke        | 14. März 1939 bis 1. Mai 1939      |
| Oberstleutnant | Günther Lohmann | 25. Mai 1939 bis 25. August 1939   |

## Auszeichnungen
Bekannte Träger des Ritterkreuz des Eisernen Kreuzes oder höherer Stufen des Lehrgeschwaders 2.
| Name                      | Dienstgrad   | Einheit  | Ritterkreuz   | Eichenlaub    |
| ------------------------- | ------------ | -------- | ------------- | ------------- |
| Dörffel, Georg            | Oberleutnant | 5./LG 2  | 21. Aug. 1941 |               |
| Dörnbrack, Werner         | Oberleutnant | 6./LG 2  | 21. Aug. 1941 |               |
| Druschel, Alfred          | Oberleutnant | 4./LG 2  | 21. Aug. 1941 |               |
| Grote, Horst Freiherr von | Oberleutnant | 4./LG 2  | 21. Juli 1940 |               |
| Meyer, Bruno              | Oberleutnant | 10./LG 2 | 21. Aug. 1941 |               |
| Peitsmeyer, Wolf-Dietrich | Oberleutnant | 6./LG 2  | 21. Juli 1940 |               |
| Peteani, Josef †          | Oberleutnant | 7./LG 2  | 21. Okt. 1942 |               |
| Thiem, Egon               | Hauptmann    | 5./LG 2  | 21. Juli 1940 |               |
| Weiß, Otto                | Hauptmann    | II./LG 2 | 18. Mai 1940  | 31. Dez. 1941 |

## Bekannte Geschwaderangehörige
- Adolf Galland (1912–1996), war seit dem 22. November 1941 General der Jagdflieger und seit 1948 Berater der argentinischen Regierung und Luftwaffe. Später Industrieberater und Aufsichtsratsvorsitzender mehrerer Luftfahrtunternehmen. Seine Autobiographie Die Ersten und die Letzten wurde über zwei Millionen Mal verkauft.
- Karl-Gottfried Nordmann (1915–1982), war von 1971 bis 1981 Präsident von Mercedes-Benz of North America
- Johannes Steinhoff (1913–1994), war von 1966 bis 1970 als Generalleutnant Inspekteur der Luftwaffe